# Ulica Osiedle Robotnicze w Zielonej Górze
Ulica Osiedle Robotnicze (niem. Kriegersiedlung) – ulica w Zielonej Górze na osiedlu Jana Kilińskiego.
Ulica o charakterze kolonii robotniczej powstała na początku lat 20. XX wieku jako zespół 22 identycznych domków jednorodzinnych dla pracowników folwarku miejskiego (Stadt-Volwerk).